# پی‌تی‌تی جی‌سی
پی‌تی‌تی جی‌سی (انگلیسی: PTT Global Chemical) شرکت صنایع شیمیایی تایلندی است، که در سال ۲۰۱۱ توسط شرکت پی‌تی‌تی تأسیس شد.